# Camp Branch Township (comté de Cass, Missouri)
Pour l’article homonyme, voir Camp Branch Township (comté de Warren, Missouri).
Camp Branch Township est un township inactif du comté de Cass dans le Missouri, aux États-Unis,. Le township est fondé en 1872 et baptisé en référence à la rivière Camp Branch creek.

## Source de la traduction
- (en) Cet article est partiellement ou en totalité issu de l’article de Wikipédia en anglais intitulé « Camp Branch Township, Cass County, Missouri » (voir la liste des auteurs).